# National Museum of the United States Air Force

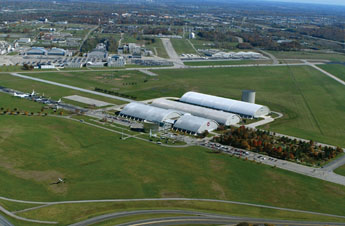
Le strutture del museo.

Il National Museum of the United States Air Force, precedentemente designato United States Air Force Museum, è un museo aeronautico statunitense, il museo nazionale ufficiale della United States Air Force, l'aeronautica militare degli Stati Uniti d'America, situato nei pressi della Wright-Patterson Air Force Base (base aerea Wright-Patterson) a Dayton, nello stato federato dell'Ohio. Il NMUSAF, come viene abbreviato, detiene il primato di essere il più esteso ed antico museo aeronautico militare della storia ed espone nella sua area, accessibile gratuitamente, oltre 400 esemplari tra aerei e missili, molti dei quali all'interno della sua struttura. Da una statistica redatta nel 2007 il museo riceve in media oltre un milione e trecentomila visitatori all'anno ed è una delle attrazioni turistiche maggiormente visitate dell'Ohio..

## Storia
L'apertura del museo risale al 1923 quando la Engineering Division, la divisione ingegneristica, basata all'aeroporto McCook di Dayton cominciò a collezionare apparecchiature tecniche al fine di preservarli dalla loro distruzione. Nel 1927 il reparto ingegneristico si spostò presso il Wright Field ed ospitato all'interno di una serie di suoi edifici. Nel 1954 l'Air Force Museum venne ospitato nel suo primo impianto permanente presso il Building 89 dell'ex Patterson Field a Fairborn, un hangar precedentemente utilizzato per la revisione dei motori aeronautici, e molti dei velivoli fino ad allora collezionati vennero parcheggiati al suo esterno ed esposti alle intemperie. Vi rimase fino al 1971, anno in cui venne inaugurata l'attuale sede museale. Escludendo gli anni in cui era presso il Wright Field, dal 1971 il museo ha più che triplicato la sua area espositiva.

## Mostre e collezioni
La collezione del museo è composta da molti velivoli rari di importanza storica o tecnologica, nonché i vari cimeli e reperti relativi alla storia e allo sviluppo dell'aviazione. Sono inclusi nelle collezioni permanenti uno dei quattro Convair B-36 superstiti, l'unico North American XB-70 Valkyrie sopravvissuto ed il Bockscar, il Boeing B-29 Superfortress che sganciò la seconda bomba atomica su Nagasaki durante le fasi finali della seconda guerra mondiale.

### Velivoli presidenziali
Il museo espone diversi tra gli Air Force One, i velivoli utilizzati dal Presidente degli Stati Uniti d'America durante il suo mandato, tra i quali quelli usati da Franklin D. Roosevelt, Harry S. Truman, e Dwight D. Eisenhower. Il velivolo più prestigioso di questa collezione è il SAM 26000, un Boeing 707 modificato regolarmente utilizzato dal presidente John Fitzgerald Kennedy fino a Richard Nixon prima di essere declassato a velivolo di scorta. Questo fu il velivolo che ha trasportato il presidente Kennedy e la sua first lady Jacqueline a Dallas il 22 novembre 1963, il giorno del suo assassinio. Nel velivolo il vicepresidente Lyndon B. Johnson ha prestato giuramento come presidente a bordo poco dopo l'assassinio e lo stesso ha poi portato la salma di Kennedy a Washington. Il velivolo venne temporaneamente rimosso dall'esposizione il 5 dicembre 2009, per essere sottoposto a riverniciatura quindi riportato alle condizioni originali riproposto al pubblico il giorno del Presidents' Day 2010. Tutti gli aerei presidenziali sono ora in mostra nell'hangar a loro dedicato accanto all'R&D/Flight Test Hangar che sono entrambi situati a ovest dell'USAF Museum. Poiché entrambi i capannoni sono dietro la recinzione perimetrale della Wright-Patterson AFB essi sono accessibili al pubblico solo attraverso un servizio di bus navetta.

### Pionieri dell'aviazione
Nel museo è presente una grande sezione dedicata ai pionieri del volo, in particolare ai fratelli Wright, che hanno condotto alcuni dei loro esperimenti nella vicina Huffman Prairie. È in esposizione una replica del Wrights' 1909 Military Flyer assieme alcune apparecchiature da loro utilizzate. L'edificio ospita anche il National Aviation Hall of Fame che comprende diverse mostre educative.

### Uniformi ed abbigliamento

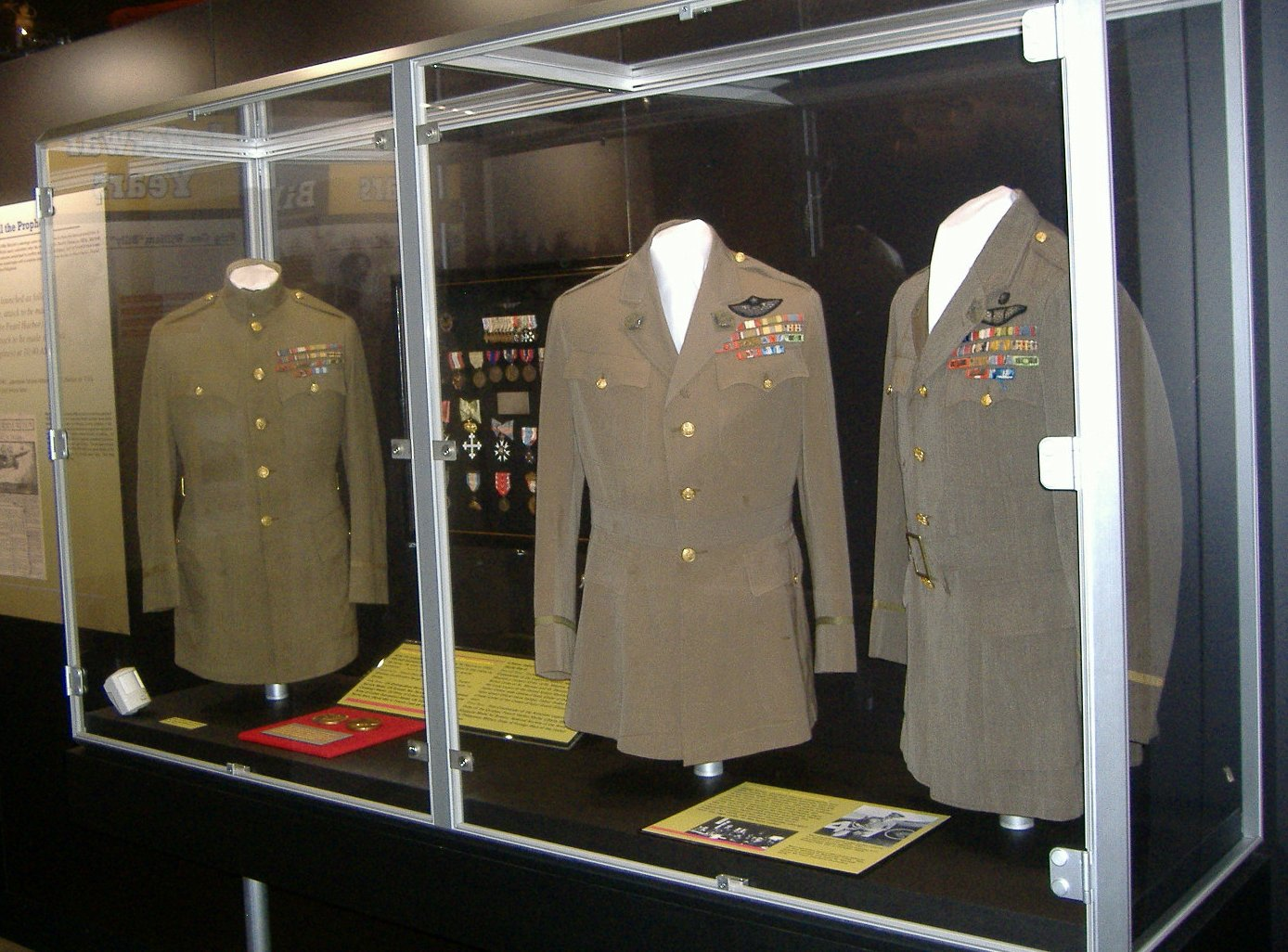
Le uniformi utilizzate dal Maj. General Billy Mitchell in esposizione in una teca del museo: partendo da sinistra appartenute al US Army, precisamente US Signal Corps ed USAAS.

Il museo espone un gran numero di uniformi ed altri capi d'abbigliamento in dotazione ai membri dell'United States Army Air Forces e l'attuale US Air Force. I visitatori possono ammirare cinquanta tra le A-2 leather flying jacket utilizzate durante la seconda guerra mondiale, molte delle quali appartenevano a personaggi famosi nella storia dell'aeronautica militare statunitense. Altre sono state dipinte per rappresentare gli aerei e le missioni intraprese dai loro ex proprietari. Incluse nella sezione del museo sono presenti la giacca indossata dall'allora Brig. Gen. James Stewart, più noto al grande pubblico come attore cinematografico, la B-3 jacket in montone e gli stivali del Maj. Richard I. Bong, asso del caccia bimotore Lockheed P-38 Lightning, una A-2 jacket indossata da uno dei pochi piloti USAAF riusciti a decollare durante l'attacco di Pearl Harbor ed il caban utilizzato dall'ex presidente ed attore cinematografico Ronald Reagan.

### Altri oggetti da collezione
Il museo ha completato la costruzione di un terzo hangar terzo e della sala dei missili nel 2004. Attualmente ospita velivoli dell'epoca post guerra fredda come il prototipo del bombardiere tutt'ala stealth Northrop Grumman B-2 Spirit, il Lockheed F-117 Nighthawk stealth da attacco al suolo ed altri. Attualmente è attiva una raccolta di fondi per la costruzione di un quarto hangar destinato ad ospitare la sezione aerospaziale del museo, gli aerei presidenziali ed una zona più vasta dedicata alla cultura ed educazione aeronautica, rendendo tutto maggiormente accessibile al pubblico.
Il museo inoltre dispone di una sala cinematografica IMAX che propone, a pagamento, film a tema aeronautico ed aerospaziale intervallati a documentari.
Il museo possiede altri velivoli attualmente in prestito ad altri musei aerospaziali nel territorio degli Stati Uniti, molti dei quali sono stati sostituiti nella propria collezione con delle repliche. Il personale del museo pretende degli standard molto elevati per la qualità delle cure o del restauro dei beni dati in prestito, revocando in passato queste concessioni quando si ritenne che i destinatari non avessero risorse sufficienti per dedicarsi a garantirne adeguatamente la preservazione. Questo è accaduto nel caso del Memphis Belle, un famoso Boeing B-17 Flying Fortress noto al grande pubblico per l'omonimo film del 1990 diretto dal regista Michael Caton-Jones e dedicato al suo equipaggio.

## Sviluppi futuri
Il museo è attualmente impegnato in una raccolta di fondi da destinare alla costruzione di un quarto hangar destinato allo spazio espositivo ed altre attività correlate da porre a ridosso dell'attuale Missile Gallery. Il progetto si prevede abbia un costo finale pari a 40 000 000 US$ . Una volta completato lo ospiterà tutti i modelli sperimentali e da ricerca di sua proprietà assieme ai velivoli presidenziali, liberando quelle aree per dedicarle a futuri progetti di restauro o nell'eventuale esposizione del Convair XC-99.
Il museo spera di acquisire uno degli Space Shuttle dopo il pensionamento della flotta, opportunità attualmente prevista per il 2011.

## Lista parziale dei velivoli in esposizione
Il museo è diviso in gallerie, che coprono un ampio periodo storico in materia di aviazione militare. Queste sono ulteriormente suddivise in specifici periodi che ripropongono gli anni in cui i velivoli erano in servizio mostrandoli nel loro contesto storico. Tutti gli aeromobili in questo elenco sono stati progettati e costruiti negli Stati Uniti d'America, tranne dove indicato

### Early Years Gallery (1901–1941)

#### I primi anni (1901–1917)
- Galleria del vento dei fratelli Wright 1901
- Wright Military Flyer (1909), il primo velivolo acquistato dal United States Army Signal Corps
- Curtiss 1911 Model D, il secondo velivolo acquistato dall'US Army Signal Corps
- Galleria del vento dei fratelli Wright 1911
- Monoplano Blériot (Francia)

#### Prima guerra mondiale (1917–1918)

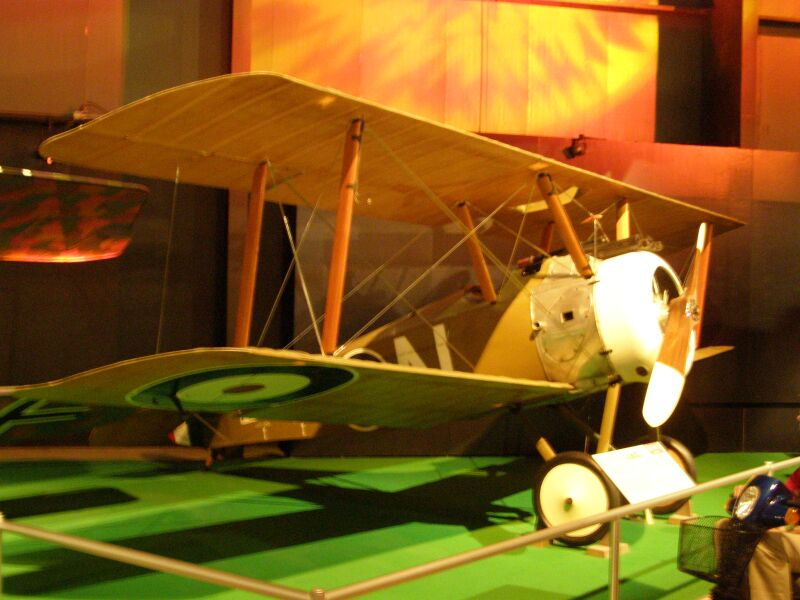
Sopwith Camel

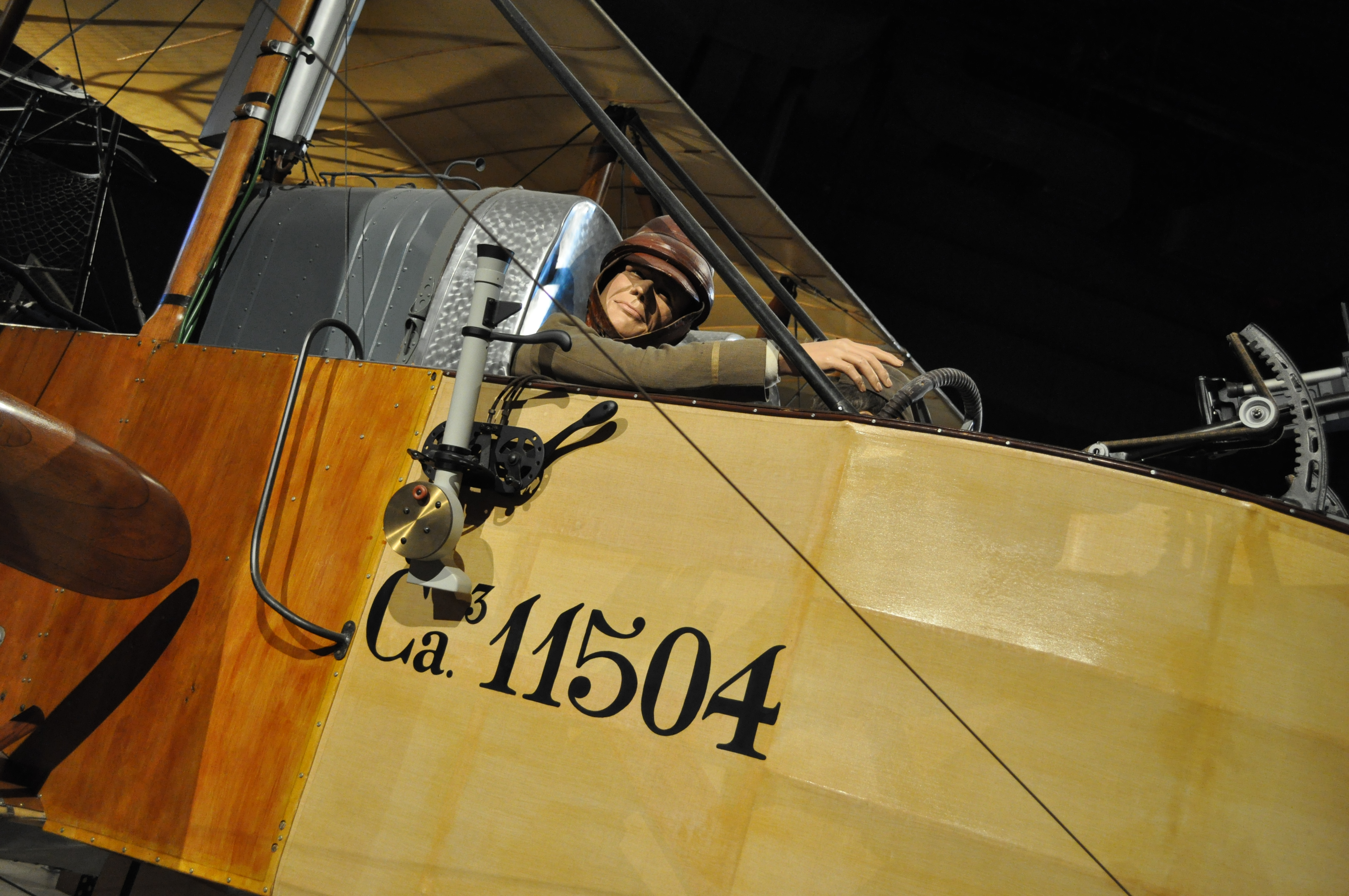
Particolare della sezione di pilotaggio del Caproni Ca.36 esposto.

- SPAD S.VII (Francia, usato dalla U.S. Lafayette Escadrille)
- Curtiss JN-4D "Jenny" da addestramento
- Standard Aircraft SJ-1 da addestramento
- Thomas-Morse Aircraft S-4C Scout da addestramento
- Avro 504K da addestramento
- Nieuport 28 C.1, adottato dai primi fighter squadron della United States Army Air Service (USAAS)
- Sopwith F-1 Camel (Regno Unito, utilizzato nel United States Army Air Service)
- Fokker Dr.I (Germania)
- Caquot Type R dirigibile da osservazione (Francia, utilizzato dall'United States Army)
- Halberstadt CL.IV (Germania)
- SPAD S.XIII (Francia) - donato dal Old Rhinebeck Aerodrome al momento il passaggio di Cole Palen
- Fokker D.VII (Germania)
- Kettering Bug Aerial Torpedo (primo missile da crociera)
- Caproni Ca.36 (Italia)

#### Periodo interbellico (1919–1941)

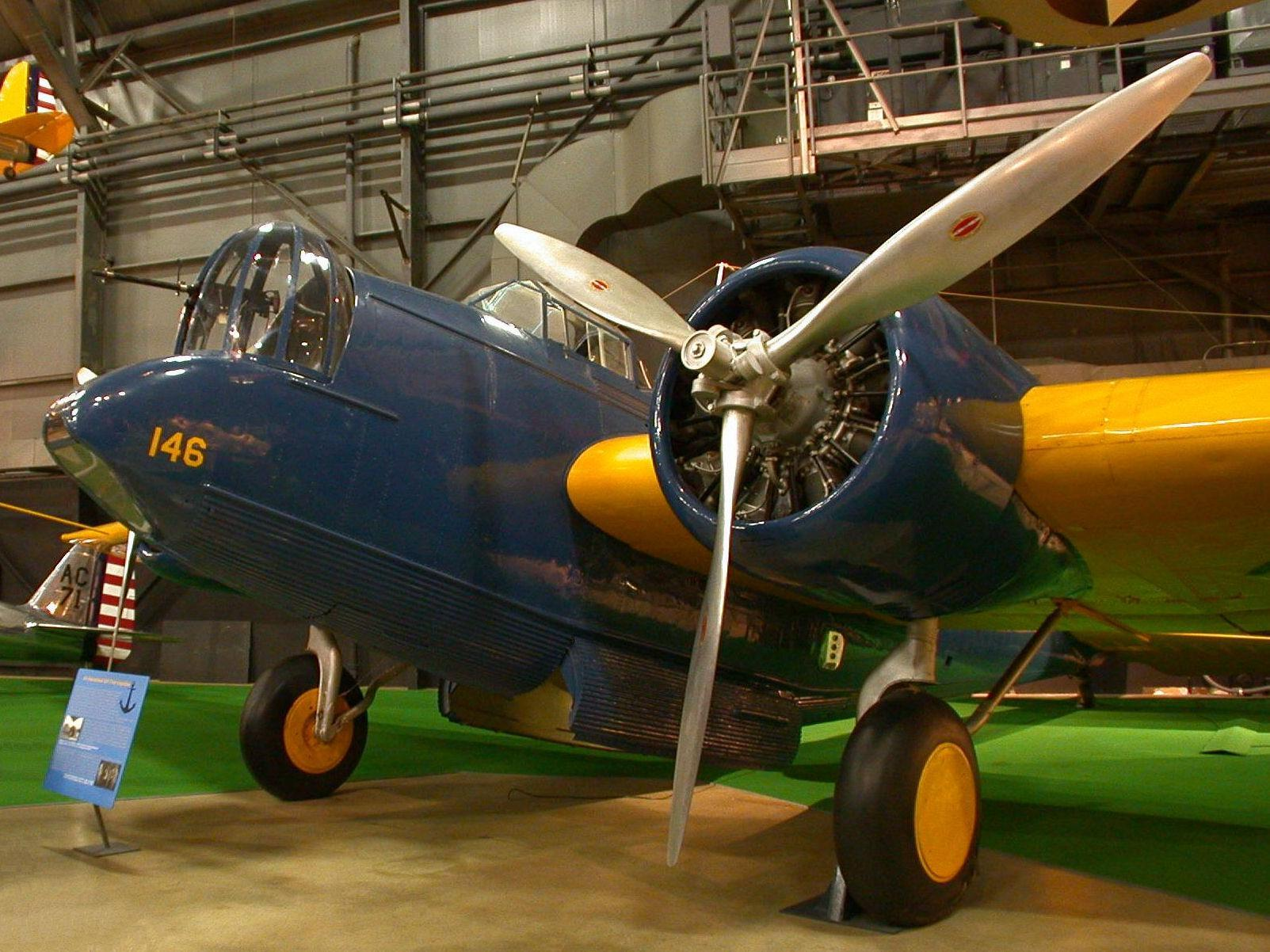
Il Martin YB-10 esposto al museo.

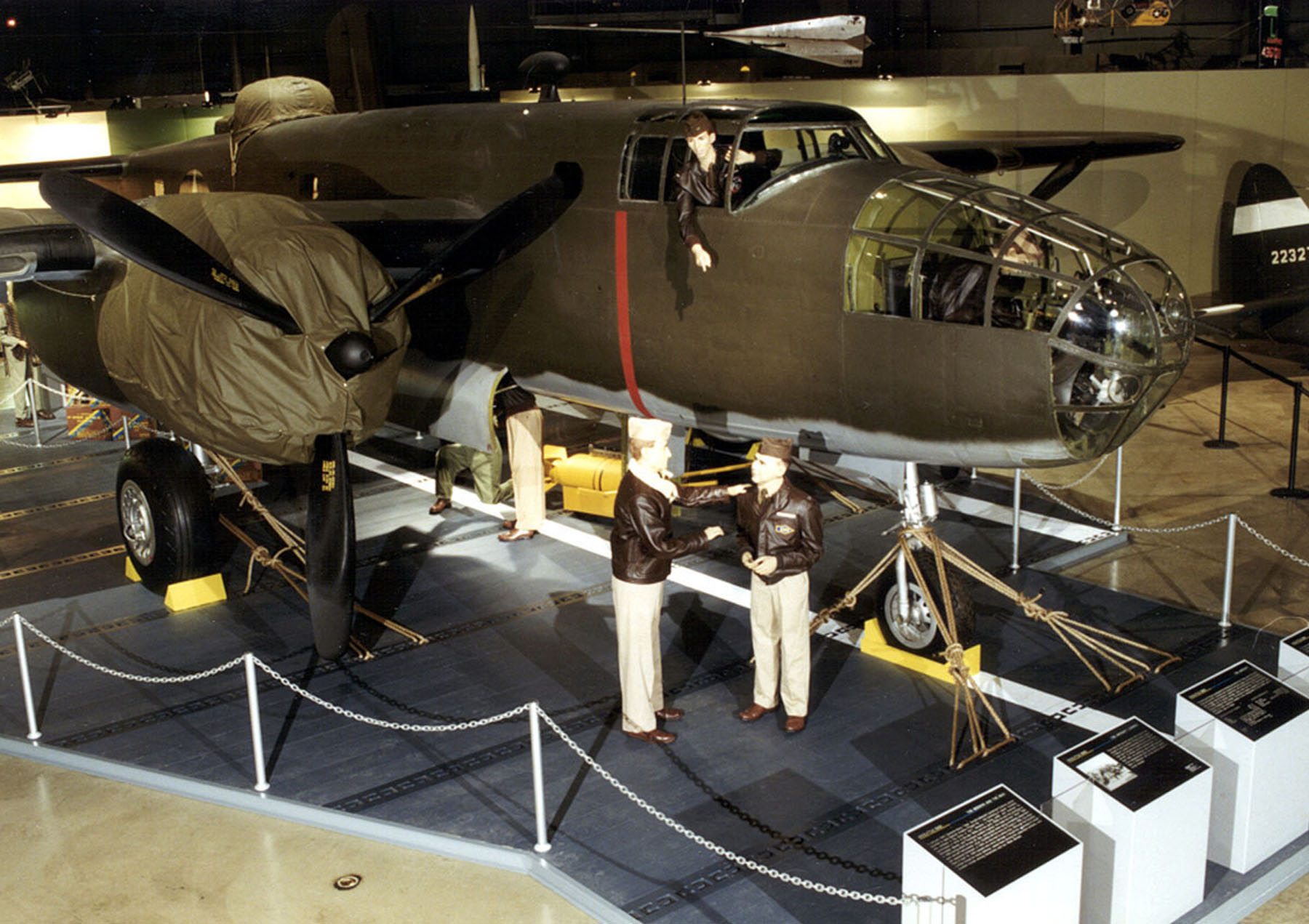
Diorama raffigurante uno dei North AmericanB-25B Mitchell che parteciparono all'incursione aerea su Tokyo.

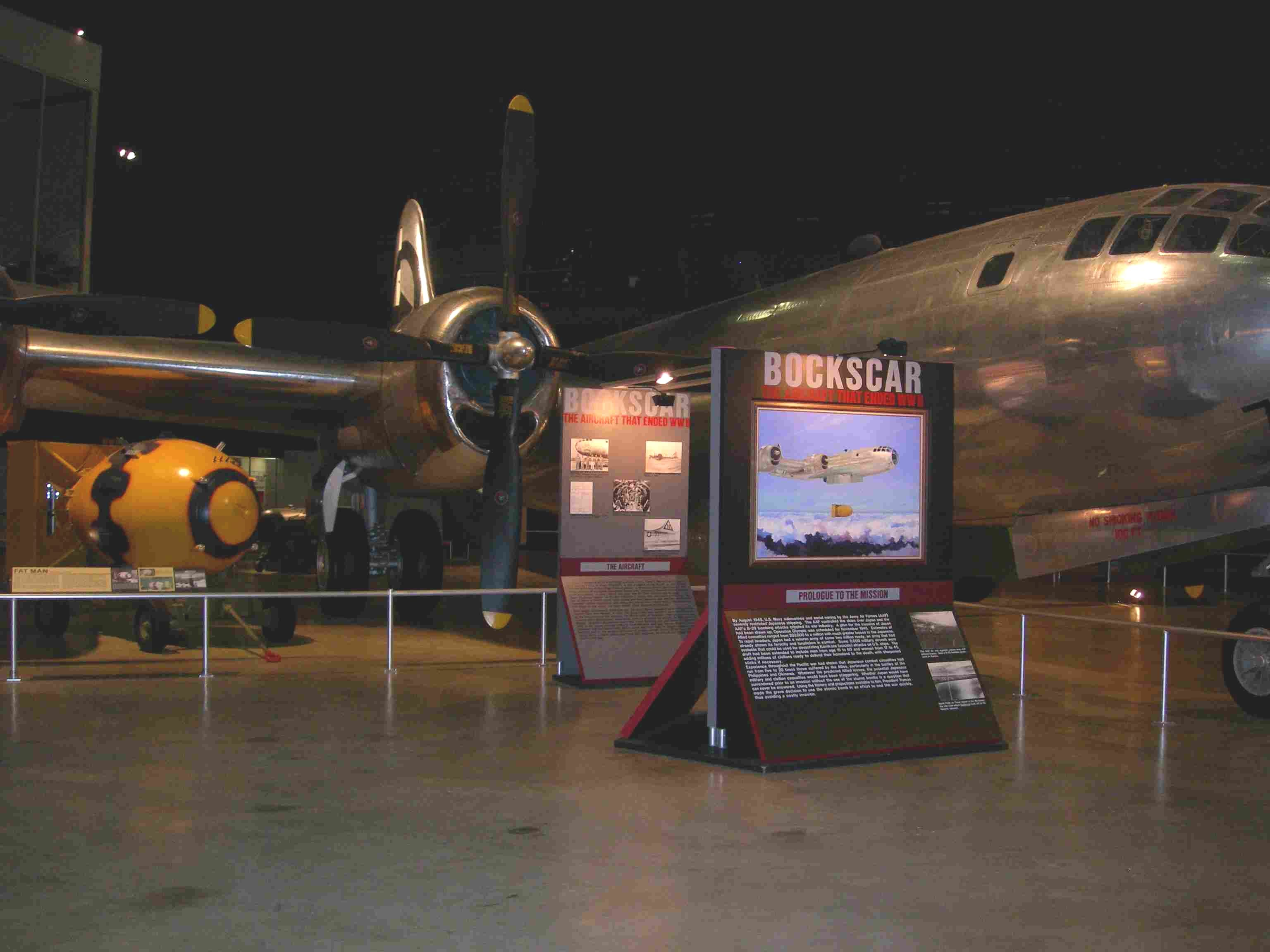
Il Bockscar ed una replica della bomba atomica Fat Man esposti nel museo.

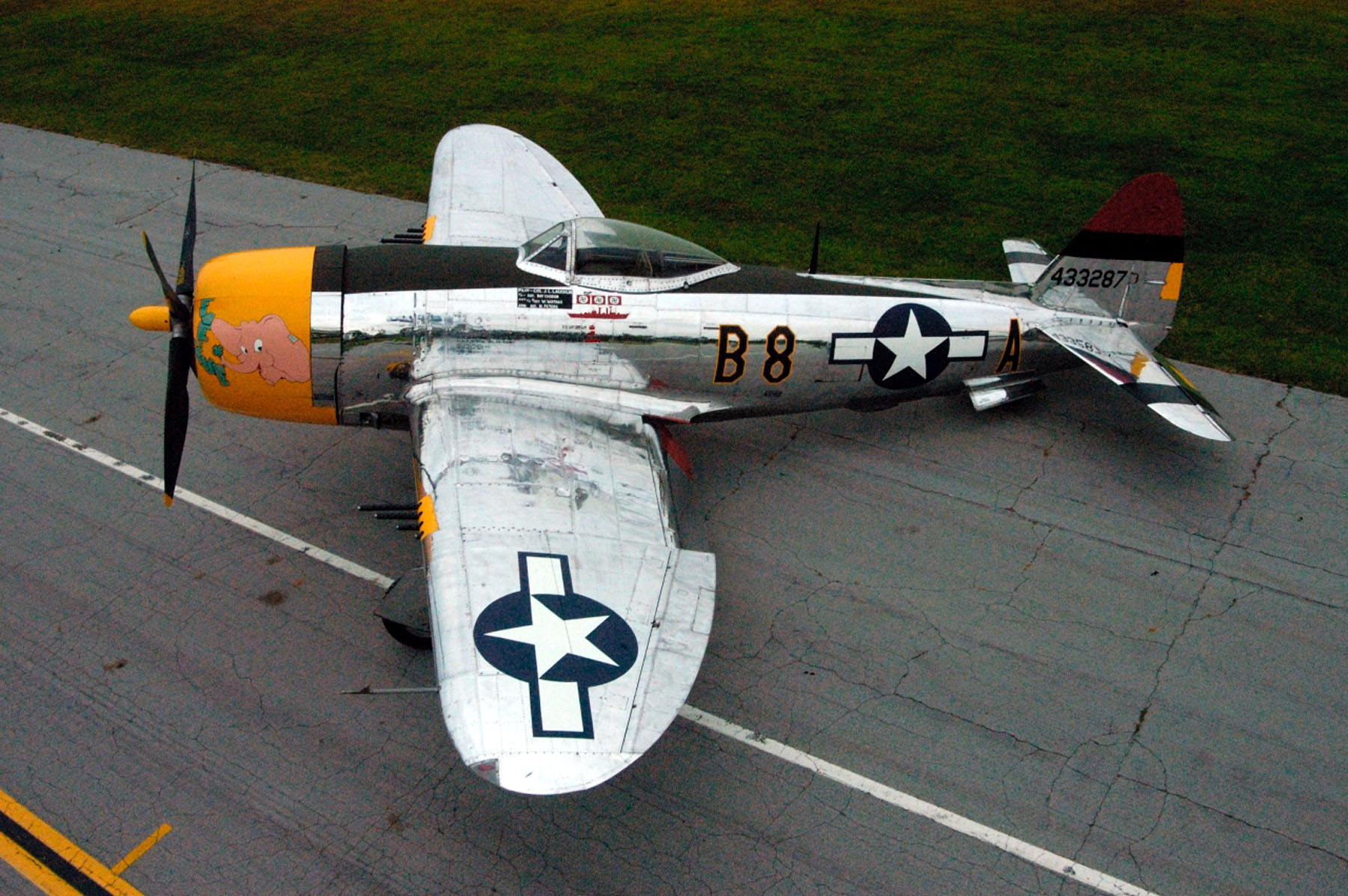
Il P-47D-40RA 45-49167 Five by Five esposto nel museo.

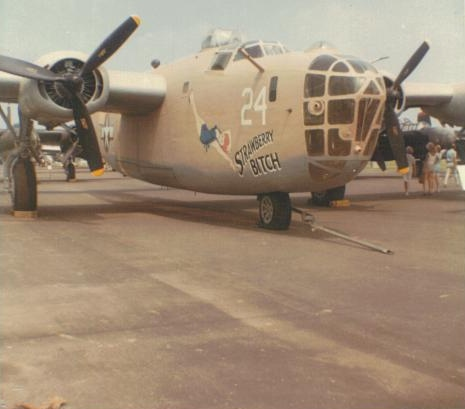
Il B-24D 42-72843 Strawberry Bitch esposto nel museo.

- Airco DH.4 (realizzato negli Stati Uniti d'America su licenza della britannica Airco, poi de Havilland Aircraft Company)
- Martin MB-2 (primo bombardiere in servizio negli Stati Uniti)
- Consolidated PT-1 "Trusty" (addestratore)
- Boeing P-12E
- Boeing P-26A "Peashooter"
- Curtiss P-6E
- Martin B-10
- Douglas O-38F
- Douglas O-46A- attualmente in fase di restauro
- North American O-47B
- Curtiss O-52 Owl
- North American BT-9B (trainer)
- Boeing-Stearman PT-13D Kaydet (addestratore)
- Fairchild PT-19 Cornell (addestratore)

### Seconda guerra mondiale

#### Aerei da attacco al suolo
- Douglas A-20G Havoc
- Douglas A-24B Banshee
- North American A-36A Apache

#### Bombardieri
- Boeing B-17D-BO 40-3097 - The Swoose
- Boeing B-17F-10BO 41-24485 - Memphis Belle
- Boeing B-17G-35BO 42-32076 - Shoo Shoo Baby
- Douglas B-18 Bolo
- Douglas B-23A Dragon
- Consolidated B-24D-160CO - Strawberry Bitch 42-72843
- Martin B-26G Marauder
- Boeing B-29 Superfortress - Bockscar, il bombardiere dello sgancio di "Fat Man", la seconda bomba atomica su Nagasaki

#### Aerei da trasporto tattico
- Douglas C-39 - attualmente immagazzinato
- Curtiss C-46D Commando
- Douglas C-47D Skytrain

#### Aerei da ricognizione fotografica
- North American F-10D Mitchell 43-3374 - (nella livrea del B-25B- Doolittle Raider's diorama (incursione aerea su Tokyo)

#### Aerei da collegamento
- Taylorcraft L-2M Grasshopper

#### Aerei multiruolo
- Consolidated OA-10 Catalina

#### Elicotteri
- Sikorsky R-4B Hoverfly

#### Caccia di scorta
- Seversky P-35
- Curtiss P-36A Hawk
- Lockheed P-38L Lightning
- Bell P-39Q Airacobra
- Curtiss Hawk 87A-3 (P-40E) AK987 – (con livrea delle Flying Tigers)
- Republic P-47D-15RA Fiery Ginger 42-23278 (razorback)
- Republic P-47D-40RA Five by Five 45-49167 (bubble-top)
- North American P-51D Mustang
- Northrop P-61C Black Widow
- Bell P-63E Kingcobra
- Fisher P-75A Eagle

#### Aerei da addestramento
- Curtiss AT-9 Jeep (addestratore avanzato)
- Vultee BT-13 Valiant (addestratore basico)
- Ryan PT-22 Recruit (addestratore principale)

#### Velivoli stranieri
- Noorduyn UC-64A Norseman (Canada)

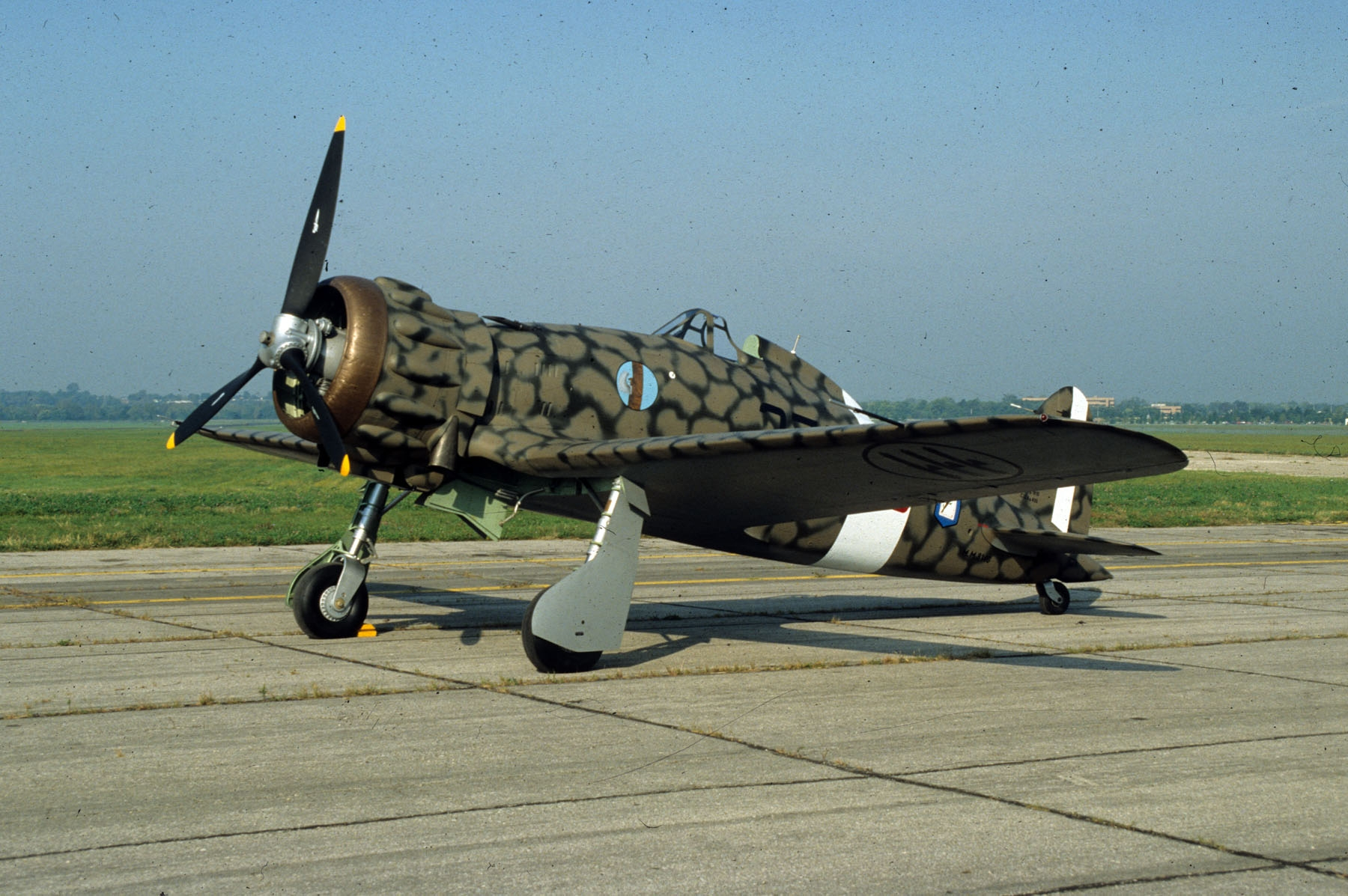
Il Macchi M.C.200 "Saetta" conservato al museo.

- Kawanishi N1K-J Shiden-Kai "George-21" (Giappone)
- Mitsubishi A6M2 "Zeke" (Giappone)
- Yokosuka MXY-7 Ohka Trainer (Giappone)
- Fieseler Fi 156 C-1 Storch (Germania)
- Focke-Wulf Fw 190 D-9 (Germania)
- Junkers Ju 88 D-1 (Germania)
- Messerschmitt Bf 109 G-6 610824 (Germania)
- Messerschmitt Me 163 B "Komet" (Germania)
- Messerschmitt Me 262 A "Schwalbe" (Germania)
- V1 (Fieseler Fi 103) (Germania)
- V2 (Aggregat 4) sul suo veicolo da trasporto Meillerwagen (Germania)
- Macchi M.C.200 "Saetta" (Italia)
- Bristol Beaufighter Mk Ic (Regno Unito)
- de Havilland DH.82A Tiger Moth (Regno Unito)
- de Havilland DH.98 Mosquito Mk 35 (Regno Unito)
- Hawker Hurricane Mk IIa (Regno Unito)
- Supermarine Spitfire Mk Vc (Regno Unito)
- Supermarine Spitfire Mk PRXI (Regno Unito)

### Guerra di Corea
- Douglas A-26C Invader
- Douglas C-124C Globemaster II
- Fairchild C-82 Packet
- Fairchild C-119 Flying Boxcar

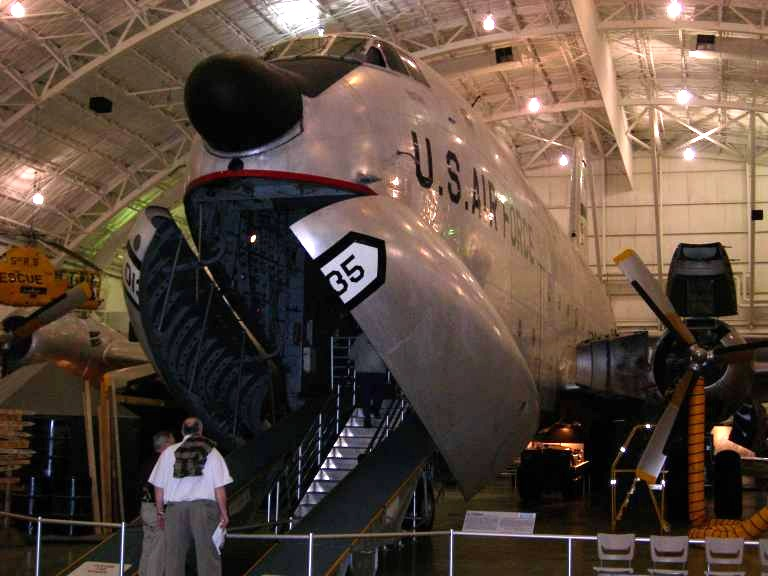
Il Douglas C-124 Globemaster II esposto al museo

- Lockheed F-80C Shooting Star (primo caccia operativo a getto di produzione statunitense)
- Lockheed F-94A Starfire
- Mikoyan-Gurevich MiG-15bis 'Fagot' (Unione Sovietica- questo è il velivolo condotto da No Kum-Sok, un pilota della Chosŏn Inmin Kun Konggun, la forza aerea della Repubblica popolare di Corea, all'aeroporto di Seul chiedendo asilo politico e successivamente provato da Chuck Yeager in Giappone)
- North American B-45C Tornado
- North American F-82B Twin Mustang
- North American F-86A Sabre
- North American RF-86 Sabre
- North American T-6 Mosquito (versione Forward Air Control dell'addestratore T-6 Texan)
- Republic F-84E Thunderjet
- Sikorsky YH-5A
- Sikorsky UH-19B Chickasaw

### Guerra del Vietnam
- Bell UH-1P Iroquois
- Boeing B-52D Stratofortress
- Cessna YA-37A Dragonfly

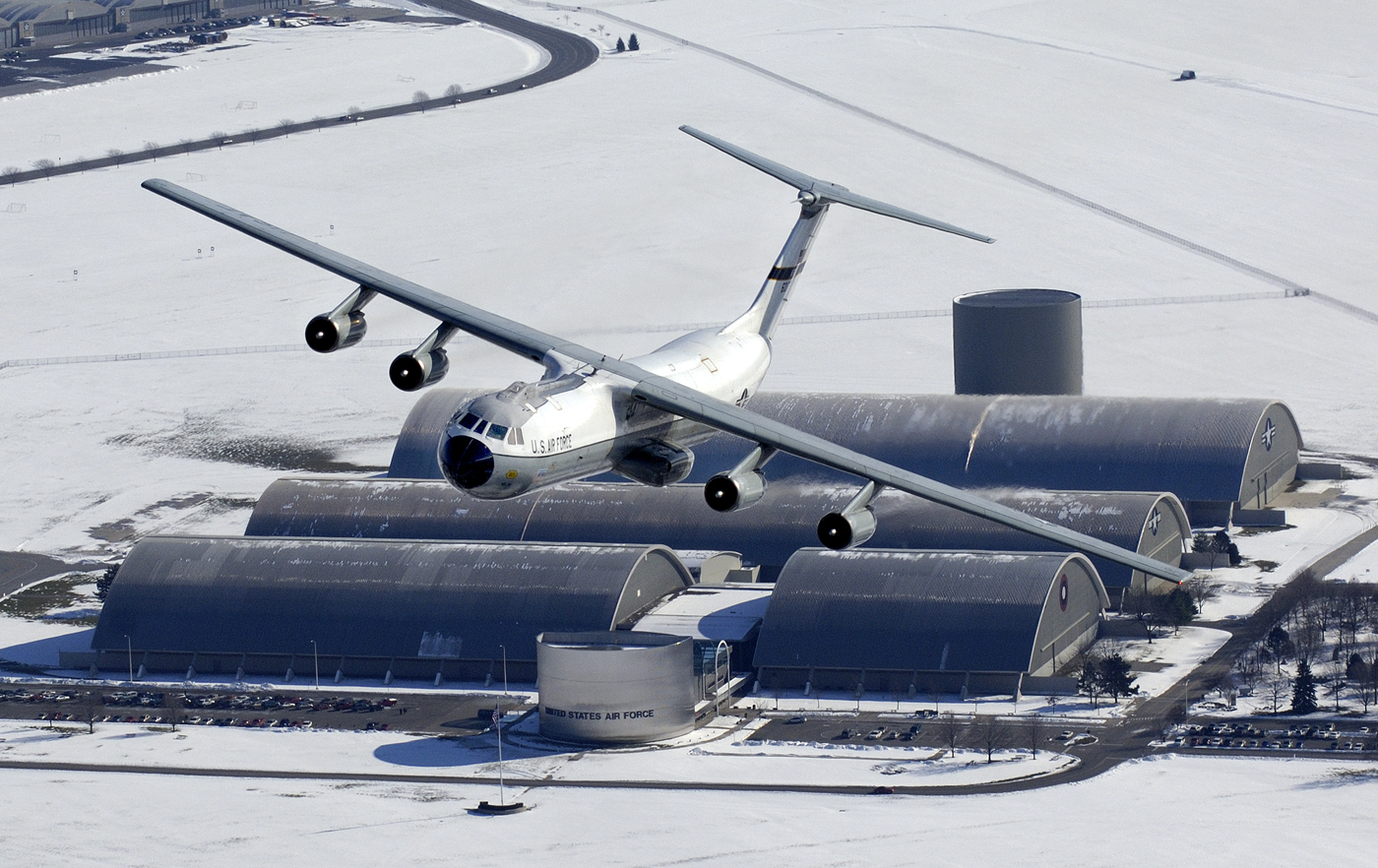
Il Lockheed C-141 Starlifter Hanoi Taxi mentre sorvola le strutture museali nel dicembre 2005.

- Cessna O-1G Bird Dog (forward air control)
- Cessna O-2 ASkymaster (forward air control)
- de Havilland Canada C-7 Caribou
- Douglas A-1E Skyraider
- Douglas RB-66B Destroyer
- Fairchild C-123K Provider "Patches"
- General Dynamics F-111A Aardvark
- Kaman HH-43B Huskie
- Lockheed EC-121D Warning Star
- Lockheed Lockheed C-141 Starlifter Hanoi Taxi
- Ling-Temco-Vought A-7D Corsair II
- Martin EB-57B Canberra (variante di produzione statunitense del britannico English Electric Canberra)
- McDonnell RF-101 Voodoo
- McDonnell Douglas F-4C Phantom II
- Mikoyan-Gurevich MiG-17 'Fresco' (USSR)
- Mikoyan-Gurevich MiG-21PF 'Fishbed' (USSR) (un secondo MiG-21 è attualmente immagazzinato)
- North American F-100F Super Sabre
- North American OV-10A Bronco
- Northrop YF-5A Skoshi Tiger
- Republic F-105D Thunderchief (oltre alla versione da caccia è esposta anche la versione Wild Weasel F-105G)
- Sikorsky CH-3E

### Guerra fredda

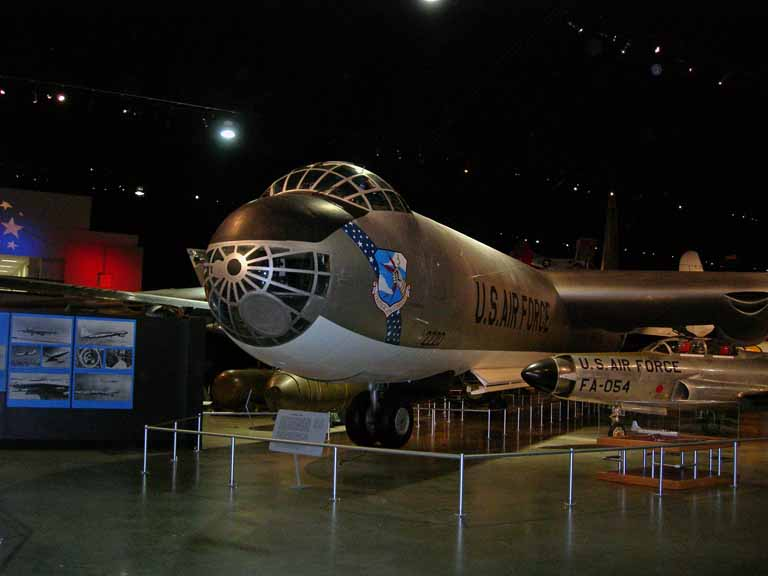
Il bombardiere Convair B-36 Peacemaker ed il caccia intercettore Lockheed F-94 Starfire

- Avro Canada CF-100 "Canuck" (Canada)
- Boeing RB-47H (versione da ricognizione)
- Boeing WB-50D Superfortress (versione da sorveglianza meteorologica)
- Boeing KC-97L Stratofreighter (aerocisterna)
- Convair B-36J "Peacemaker"
- Convair B-58 Hustler
- Convair F-102A Delta Dagger
- Convair F-106A Delta Dart (Cornfield Bomber)
- de Havilland Canada U-6A Beaver
- Dassault Mystere IV A (Francia)- attualmente immagazzinato
- Douglas C-133 Cargomaster
- Lockheed F-104C Starfighter
- Lockheed SR-71A Blackbird
- Lockheed U-2A
- McDonnell F-101 Voodoo
- Mikoyan-Gurevich MiG-19S "Farmer" (USSR)
- Mikoyan-Gurevich MiG-23 "Flogger" (USSR)- due esemplari attualmente immagazzinati
- Mikoyan-Gurevich MiG-25 "Foxbat" (USSR)- attualmente in fase di restauro
- Northrop AT-38
- Northrop F-89 Scorpion
- Piasecki CH-21B Workhorse
- Republic F-84F Thunderstreak
- Sukhoi Su-22M-4 "Fitter" (USSR)- attualmente immagazzinato

### Post Guerra fredda
- Fairchild Republic A-10A Thunderbolt II
- General Atomics RQ-1A Predator
- General Dynamics F-16 Fighting Falcon
- Lockheed F-117A Nighthawk
- Lockheed AC-130A Spectre "Azrael"
- Lockheed-Boeing-General Dynamics F-22A Raptor
- McDonnell Douglas RF-4C Phantom II
- McDonnell Douglas F-4G Phantom II Wild Weasel

- McDonnell Douglas F-15 Eagle
- Mikoyan-Gurevich MiG-29 (USSR)
- Northrop B-2A Spirit (static test mock-up)
- Northrop Grumman RQ-4 Global Hawk
- Panavia Tornado GR4 (Royal Air Force)
- Rockwell B-1B Lancer

### Missile and Space Gallery
- Apollo 15 Command Module
- Jupiter IRBM
- Thor IRBM
- Titan I ICBM

- Titan II ICBM
- Minuteman III ICBM
- Agena SLV
- Peacekeeper ICBM

### Velivoli presidenziali
- Douglas VC-54C Sacred Cow

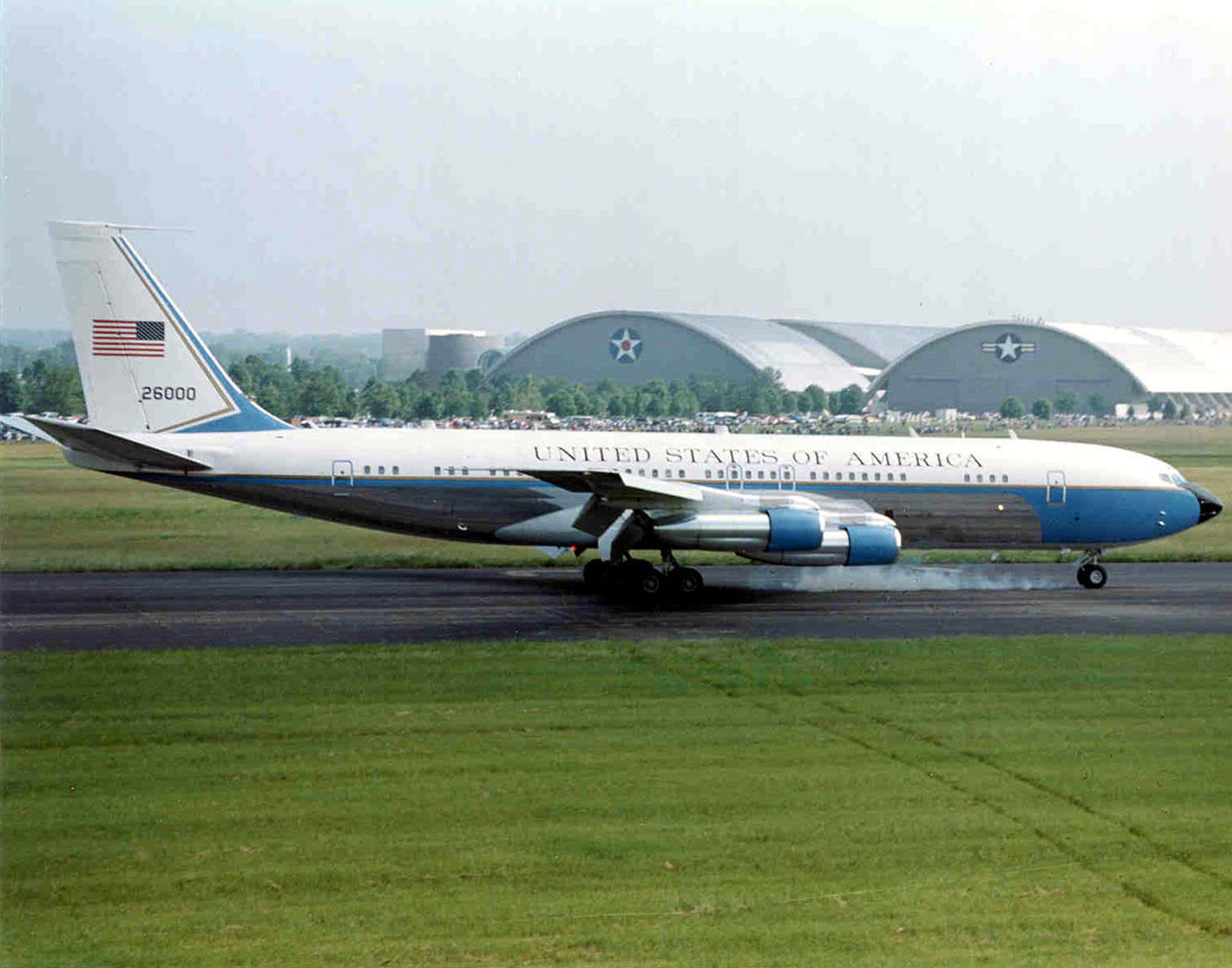
Il VC-137C- SAM 26000 in arrivo al museo.

  - utilizzato da Franklin Delano Roosevelt e nei primi 27 mesi dell'amministrazione Harry Truman
  - Il National Security Act of 1947, che determinò l'istituzione della United States Air Force, venne firmato a bordo di questo aereo[8]
- Douglas VC-118 Independence
  - utilizzato da Harry Truman
- Lockheed VC-121E Columbine III
  - utilizzato da Dwight D. Eisenhower
- Bell UH-13J Sioux
  - utilizzato da Dwight D. Eisenhower e John F. Kennedy
- Boeing VC-137C- SAM 26000 (Boeing 707- primo velivolo che assunse la designazione Air Force One)
  - utilizzato da John F. Kennedy, Lyndon Johnson, e Richard Nixon durante il suo primo mandato.
- Beech VC-6A Lady Bird Special (King Air B90)
  - utilizzato da Lyndon Johnson per i frequenti viaggi da Austin, Texas all'LBJ Ranch.
- Aero Commander U-4B (versione militare dell'Aero Commander 680 Super)
  - utilizzato da Dwight D. Eisenhower dal 1956 al 1960 per viaggi di breve distanza.
- North American T-39A Sabreliner
  - utilizzato per trasportare Lyndon Johnson al termine dell'orario d'ufficio.
- Lockheed VC-140B JetStar
  - utilizzato da Richard Nixon, Gerald Ford, Jimmy Carter e Ronald Reagan per i viaggi che richiedono un apparecchio di minori dimensioni.

### Aerodine sperimentali e da ricerca
- American Helicopter XH026 Jet Jeep
- Avro Avrocar
- Bell P-59B Airacomet
- Bell X-1B
- Bell X-5
- Bell XV-3
- Boeing Bird of Prey
- Boeing EC-135 Stratolifter (modified) ARIA Bird of Prey
- Boeing X-32 Joint Strike Fighter- attualmente immagazzinato
- Boeing X-45 Unmanned Combat Air Vehicle
- Convair XC-99- attualmente in fase di restauro
- Convair XP-81- due esemplari attualmente immagazzinati
- Convair XF-92A
- Curtiss-Wright X-19- attualmente immagazzinato
- Douglas X-3 Stiletto
- Fisher P-75A Eagle
- Grumman X-29A
- Lockheed YF-12A
- Lockheed YF-22 - attualmente rimosso dall'esposizione e rimpiazzato con un w/ EMD Raptor
- Lockheed NT-33A
- Lockheed X-7A
- LTV XC-142A (convertiplano da trasporto)
- McDonnell XF-85 Goblin
- McDonnell XF-90- attualmente immagazzinato
- McDonnell Douglas YF-4E- attualmente immagazzinato
- McDonnell Douglas F-15E Streak Eagle (detentore del primato in tempo di salita)- attualmente immagazzinato
- NASA/Boeing X-36
- Martin Marietta X-24B
- North American Aviation Apollo 15 (Modulo di comando)
- North American XB-70 Valkyrie
- North American F-107A
- North American X-10
- North American X-15 (detentore del primato di velocità ipersonica)
- Northrop Tacit Blue (Whale) (dimostratore di capacità stealth)
- Northrop YF-23 Black Widow II
- Northrop X-4 Bantam
- Piper PA-48 Enforcer
- Republic XF-84H (versione turboelica dell'F-84F Thunderstreak)
- Republic YRF-84F FICON (prototipo dell'F-84F Thunderstreak)
- Republic XF-91 Thunderceptor
- Ryan X-13 Vertijet

## Air Force Museum Foundation
La Air Force Museum Foundation (fondazione Air Force Museum) è una fondazione privata non-profit che sostiene la missione e gli obiettivi del National Museum of the U.S. Air Force.

## Altri musei dell'USAF
L'USAF è responsabile anche di altri tredici musei sparsi nel territorio statunitense:
- Air Force Armament Museum – Eglin AFB, vicino a Valparaiso, Fla.
- Air Force Flight Test Center Museum – Edwards AFB, vicino a North Edwards e Rosamond, Calif.
- Air Force Space and Missile Museum – Patrick AFB, situato tra Satellite Beach e Cocoa Beach, Fla.
- Air Mobility Command Museum – Dover AFB, vicino a Dover, Del.
- Eighth Air Force Museum – Barksdale AFB, vicino a Bossier City, La.
- Hill Aerospace Museum – northwest of Hill AFB, vicino a Ogden, Utah
- Museum of Aviation – vicino a Robins AFB, Warner Robins, Ga.
- Peterson Air and Space Museum – Peterson AFB, Colorado Springs, Colo.
- South Dakota Air and Space Museum – Box Elder, So. Dak. (al di fuori del cancello principale della Ellsworth AFB)
- Strategic Air and Space Museum – near Ashland, Neb.
- Travis AFB Heritage Center – Travis AFB, vicino a Fairfield, Calif.
- USAF Security Forces Museum – Lackland AFB, vicino a San Antonio, Tex.
- Warren ICBM and Heritage Museum – F.E. Warren AFB, vicino a Cheyenne, Wyo.

I seguenti musei non sono elencati nella lista degli "USAF Field Museums" nella nota in calce alla parte superiore di questo paragrafo:
- Edward H. White II Museum of Aerospace Medicine – Brooks City-Base, San Antonio, Tex.